# 葉靈鳳
葉靈鳳（1905年5月12日—1975年11月23日），原名蘊璞。江蘇南京人。中國現代作家。

## 簡歷
葉靈鳳幼時於上海美術專門學校學習。1925年加入創造社，開始文學創作，小說內容重视性心理分析。笔名有临风、亚灵、霜崖、秦静闻、佐木华、雨品巫、柿堂、南村、任诃、任柯、风轩、燕楼等。曾主編《洪水》半月刊。1926年与潘汉年合办过《幻洲》。1929年创造社被封，被捕，不久釋放。代表作有《女媧氏之遺孽》、《菊子夫人》、《紅的天使》、《香港方物誌》等。
中日戰爭爆發後初期，葉靈鳳於上海參加由夏衍主持的《救亡日報》工作。其後上海淪陷，隨報紙遷至廣州。1938年10月後在香港定居，先在《立報》，後在《星島日報》編副刊。香港淪陷時留港在《新東亞》、《大同》雜誌等當編輯。1945年香港光復後,繼續在《星島日報》當編輯。1947年起,曾負責該報〈香港史地〉專欄，有系統地介紹香港歷史和方物知識，1958年由中華書局出版《香港方物志》。葉靈鳳撰稿量甚豐,曾出版《北窗讀書錄》、《文藝隨筆》、《晚晴雜記》等著作，1960至1970年代於香港《新晚報》撰寫〈霜紅室隨筆〉等。1975年病逝。其後由絲韋（羅孚）為中華書局編輯整理葉靈鳳三本著作《香港的失落》、《香海浮沉錄》和《香島滄桑錄》，合稱「葉靈鳳香港史系列」，1989年出版。

## 家庭
葉靈鳳孻女是1970年代末至1980年代初在電視台任職編劇的葉中嫻。

## 作品
- 《霜紅室隨筆》
- 《藏書記》
- 《讀書隨筆》
- 《女娲氏之遺孽》
- 《菊子夫人》
- 《紅的天使》
- 《世界性俗叢談》
- 《永久的女性》
- 《葉靈鳳散文》
- 《能不憶江南》
- 《永久的女性》
- 《北窗讀書錄》
- 《文藝隨筆》
- 《晚晴雜記》
- 《香港的失落》
- 《香港方物志》
- 《香島滄桑錄》
- 《香海浮沉錄》
- 《張保仔的傳說和真相》
- 《葉靈鳳日記》，盧瑋鑾箋，張詠梅注，香港：三聯書店，2020年[4]